# João Marcos Fantinatti
João Marcos Fantinatti (Campinas, 18 de julho de 1954 — Campinas, 30 de novembro de 2014) foi um escritor,memorialista brasileiro, além de consultor em Segurança da Informação em Tecnologia da Informação e economista.

## Biografia
Filho de João Fantinatti(1916 — 1984) e Maria Simões Fortuna Fantinatti. Nascido em 18 de julho de 1954, na antiga e já demolida Maternidade de Campinas, que ficava na confluência das avenidas Andrade Neves e Barão de Itapura, no bairro Botafogo, lugar que posteriormente veio a ser a rodoviária de Campinas, entre 1973 e 2008.
Quando do nascimento seus pais residiam à rua Mário Monteiro, 47 no bairro Vila Teixeira. Quando tinha 3 anos (1957) de vida seus pais mudaram a Rua Dr. Lúcio Pereira Peixoto, bairro Jardim Chapadão, permanecendo neste local até por volta de 1969 quando mudou-se para o bairro Cambuí e em seguida para o bairro Novo Cambuí. Em 1971,mudou-se para o bairro Jardim Eulina permanecendo até 1980, quando casou-se. Indo morar no bairro Jardim Garcia e finalmente no bairro Mansões Santo Antônio; isto tudo na cidade de Campinas.
Seu estudo fundamental foi na escola Dom João Nery (1961 a 1964), bairro Bonfim. Em 1967, indo até 1970; estudou o ginásio e mecânica geral (período integral) na Escola Industrial Bento Quirino, bairro Cambuí. De 1971 a 1973; fez o colegial no Colégio Culto à Ciência, bairro Botafogo e de 1976 a 1979 fez os estudos acadêmicos na Faculdade de Ciências Econômicas da Pontifícia Universidade Católica de Campinas (PUCCAMP), no bairro Parque das Universidades. Em 1973 prestou o serviço militar na 11ª Brigada de Infantaria Leve (GLO) estabelecida na Fazenda Chapadão em Campinas.
Economista por formação acadêmica. Iniciou na área profissional de informática em 1975, sempre nas disciplinas de gerenciamento de tecnologia da informação; sendo este voltado para os processos que fazem parte dos serviços de entrega nesta área. Dentre várias disciplinas que atuou a que mais tempo prestou serviços foi na de segurança da informação (desde 1984). Tendo deixado a carreira em junho de 2013 quando de sua aposentadoria. Porém, continua acompanhando o desenrolar e progresso da área.
Dentro e como resultado desta; um dos grandes benefícios para a comunidade em geral foi o lançamento de dois livros em 1988 pela extinta Editora McGraw-Hill, hoje Editora Pearson; sendo um denominado Segurança em Informática e o outro Auditoria em Informática, voltados basicamente para grandes computadores.
Especialista quando profissional em tecnologia da informação: Na implantação e gestão da norma ISO/IEC27001 (Sistema de Gestão de Segurança da Informação), mais conhecida como ISO 27001; Na gestão interna em tecnologia da informação da Lei Sarbanes-Oxley; especificamente na Statement on Auditing Standards No. 70 (SAS 70) e/ou Statement on Standards for Attestation Engagements (SSAE16), produzido pelo organismo estadunidense AICPA (American Institute of Certified Public Accountants);
Na gestão técnica e administrativa dos parâmetros de segurança em computadores pessoais, móveis (notebooks) e fixos (desktops);
Na gestão administrativa da norma das empresas de cartões de pagamento (Payment Card Industry Data Security Standard - PCI-DSS).
O interesse pela história de Campinas, São Paulo, Brasil, vem desde a infância quando ficava maravilhado pelos monumentos históricos, tentando saber quem eram e como eram os personagens homenageados; assim como os nomes de ruas. Com o passar dos anos aclarou-se o interesse preservacionista pela história e a preservação do patrimônio histórico de sua cidade natal. Mantendo com isto um espaço na Internet onde procura mostrar fatos históricos da cidade, desde a fundação e até os dias atuais.
Como contribuição à sociedade, neste sentido, auxilia pessoas que tem interesse em estudar a história da cidade (fazendo pesquisas de campo e oferecendo gratuitamente o resultado destas); isto por ter uma coleção de livros, revistas, recortes de jornais etc. Tendo esta coleção iniciado na minha juventude (meados da década de 1960). Tal coleção está sempre aumentando em função de material lhe chega às mãos, vindo dos leitores da Internet; assim como de coletas diversas.
Membro do Instituto Histórico, Geográfico e Genealógico de Campinas (IHGGC), cadeira número 43. Um dos representantes deste instituto junto ao Conselho de Defesa do Patrimônio Cultural de Campinas (CONDEPACC).
Colaborador da Associação Atlética Ponte Preta como Conselheiro Contribuinte desde 1995, Conselheiro Eleito gestão 2009-2011, Conselheiro Nato Suplente desde 2011, Conselheiro Eleito gestão 2012-2014 e ex-diretor administrativo de 2012 a fevereiro de 2014.

## Obras do Autor
- Livro Segurança em Informática (1988) Editora McGraw-Hill publicado no Brasil
- Livro Auditoria em Informática (1988) Editora McGraw-Hill publicado no Brasil
- Revisor técnico histórico do livro Campinas Imagem da História (2007) Editora Komedi de José Pedro Soares Martins publicado no Brasil
- Artigo em livro Um Olhar sobre Indaiatuba II (2008) organizado pela Fundação Pró-memoria de Indaiatuba e publicado pela Prefeitura Municipal da cidade de Indaiatuba, São Paulo.